# Tirta Gangga
Tirtagangga ou Tirta Gangga é um antigo palácio real situado na parte oriental da ilha do Bali, Indonésia, perto de Abang, no kabupaten (regência) de Karangasem. É conhecido principalmente pelo chamado Palácio da Água.
O nome Tirtagangga significa "água do Ganges" e é um local reverenciado pelos  . Em sentido estrito o nome refere-se ao "Palácio da Água" construído em 1948 pelo rajá de Karangasem, Anak Agung Agung Anglurah Ketut Karangasem, mas é geralemente usado para designar não só esse palácio como as áreas rurais luxuriantes que o rodeiam. O palácio é um labirinto de lagos e fontes rodeados por um jardim luxuriante, relevos em pedra e estátuas. O complexo tem cerca de um hectare e começou a ser construído em 1946 pelo falecido rei de Karangsem. Em 1963, uma erupção do vizinho vulcão do monte Agung praticamente destruiu o palácio. Desde então tem vindo a ser reconstruído.
A peça central do palácio é uma fonte com onze níveis. A região em volta é conhecida pelos seus campos de arroz em socalcos.